# Esperiopsidae
Esperiopsidae is een familie van sponsdieren uit de klasse van de Demospongiae (gewone sponzen).

## Geslachten
- Amphilectus Vosmaer, 1880
- Esperiopsis Carter, 1882
- Semisuberites Carter, 1877
- Ulosa de Laubenfels, 1936